# Meijin 1983
Il Meijin 1983 è stata l'ottava edizione del torneo goistico giapponese Meijin.

## Torneo
- W indica vittoria col bianco
- B indica vittoria col nero
- X indica la sconfitta
- +R indica che la partita si è conclusa per abbandono
- +N indica lo scarto dei punti a fine partita
- +F indica la vittoria per forfeit
- +? indica una vittoria con scarto sconosciuto
- V indica una vittoria in cui non si conosce scarto e colore del giocatore

| Giocatore        | H.O. | R.K.  | K.K.   | E.S.  | M.K.  | Y.H. | H.T.  | K.I. | A.I.  | Risultato | Note                    |
| ---------------- | ---- | ----- | ------ | ----- | ----- | ---- | ----- | ---- | ----- | --------- | ----------------------- |
| Hideo Otake      | –    | W+6,5 | B+R    | W+R   | X     | W+R  | B+R   | W+R  | B+R   | 7-1       | Qualificato alla finale |
| Rin Kaiho        | X    | –     | W+9,5  | B+1,5 | W+3,5 | B+R  | X     | B+R  | W+3,5 | 6-2       |                         |
| Kōichi Kobayashi | X    | X     | –      | X     | X     | W+R  | B+3,5 | W+R  | B+R   | 4-4       |                         |
| Eio Sakata       | X    | X     | B+10,5 | –     | X     | B+R  | X     | B+R  | W+R   | 4-4       |                         |
| Masao Katō       | W+R  | X     | W+1,5  | B+9,5 | –     | W+R  | B+R   | W+R  | X     | 6-2       |                         |
| Yasumasa Hane    | X    | X     | X      | X     | X     | –    | W+R   | B+R  | X     | 2-6       | Retrocesso              |
| Hiroaki Tono     | X    | B+R   | X      | B+0,5 | X     | X    | –     | X    | X     | 2-6       | Retrocesso              |
| Kunio Ishii      | X    | X     | X      | X     | X     | X    | B+R   | –    | X     | 1-7       | Retrocesso              |
| Akira Ishida     | X    | X     | X      | X     | W+1,5 | B+R  | W+R   | B+R  | –     | 4-4       |                         |

## Finale
La finale è stata una sfida al meglio delle sette partite.